# Pekińska Akademia Filmowa

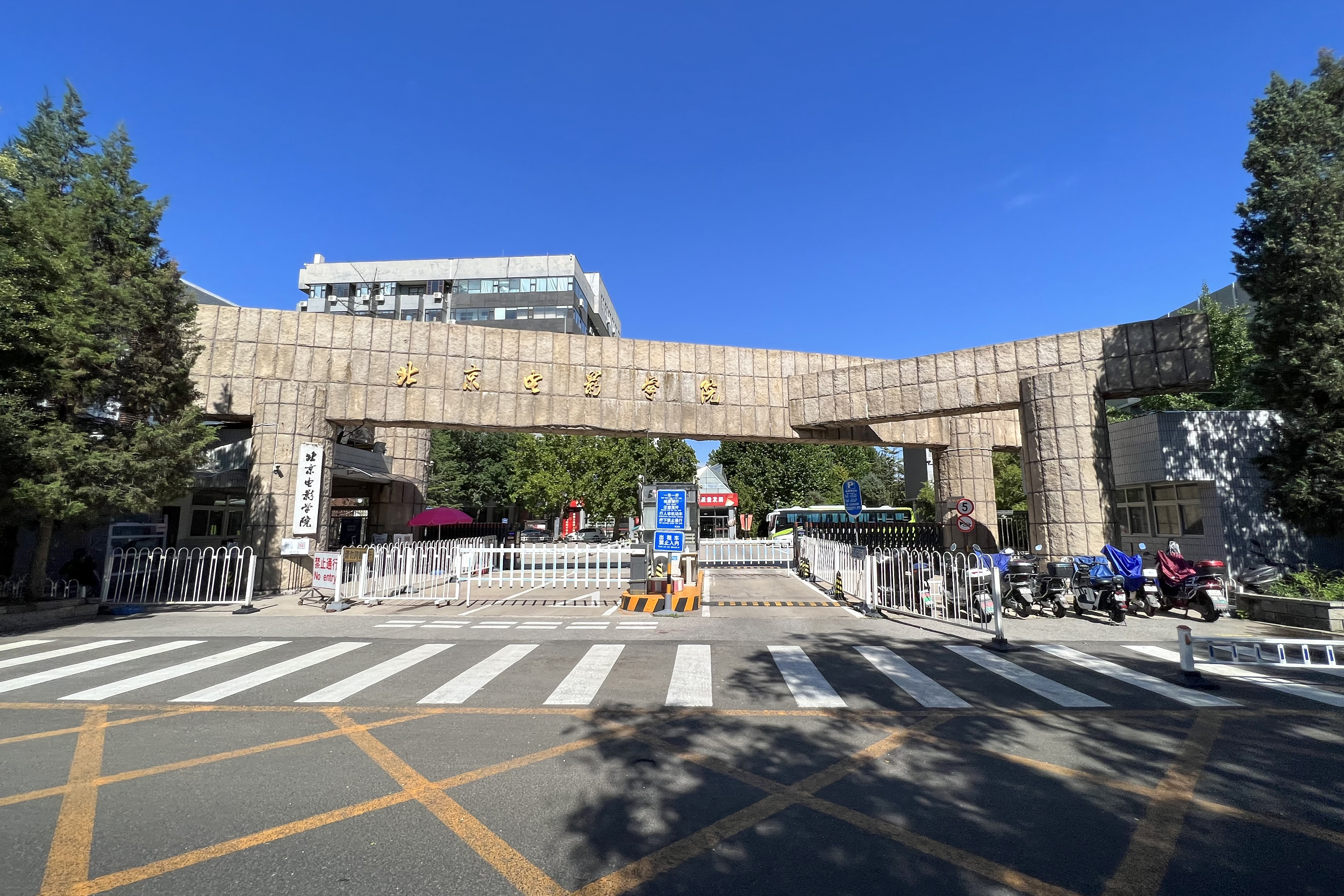
Brama akademii

Pekińska Akademia Filmowa (chiń. upr. 北京电影学院; chiń. trad. 北京電影學院'; pinyin Běijīng Diànyǐng Xuéyuàn) – chińska uczelnia artystyczna z siedzibą w Pekinie. Założona w 1950 roku, jest jedyną szkołą filmową w Chinach i największą tego typu instytucją w Azji. Prowadzi szeroką działalność badawczą i dydaktyczną, skupiającą się zarówno na nauce tworzenia filmów, jak i filmoznawstwie. Należy do grona najlepszych szkół filmowych na świecie, kształcąc od momentu powstania znaczną część najwybitniejszych chińskich filmowców. Jej absolwentami są m.in. Xie Fei, Zhang Yimou, Chen Kaige, Tian Zhuangzhuang, Gu Changwei, Jia Zhangke, Zhao Fei.